# Scotty McCreery

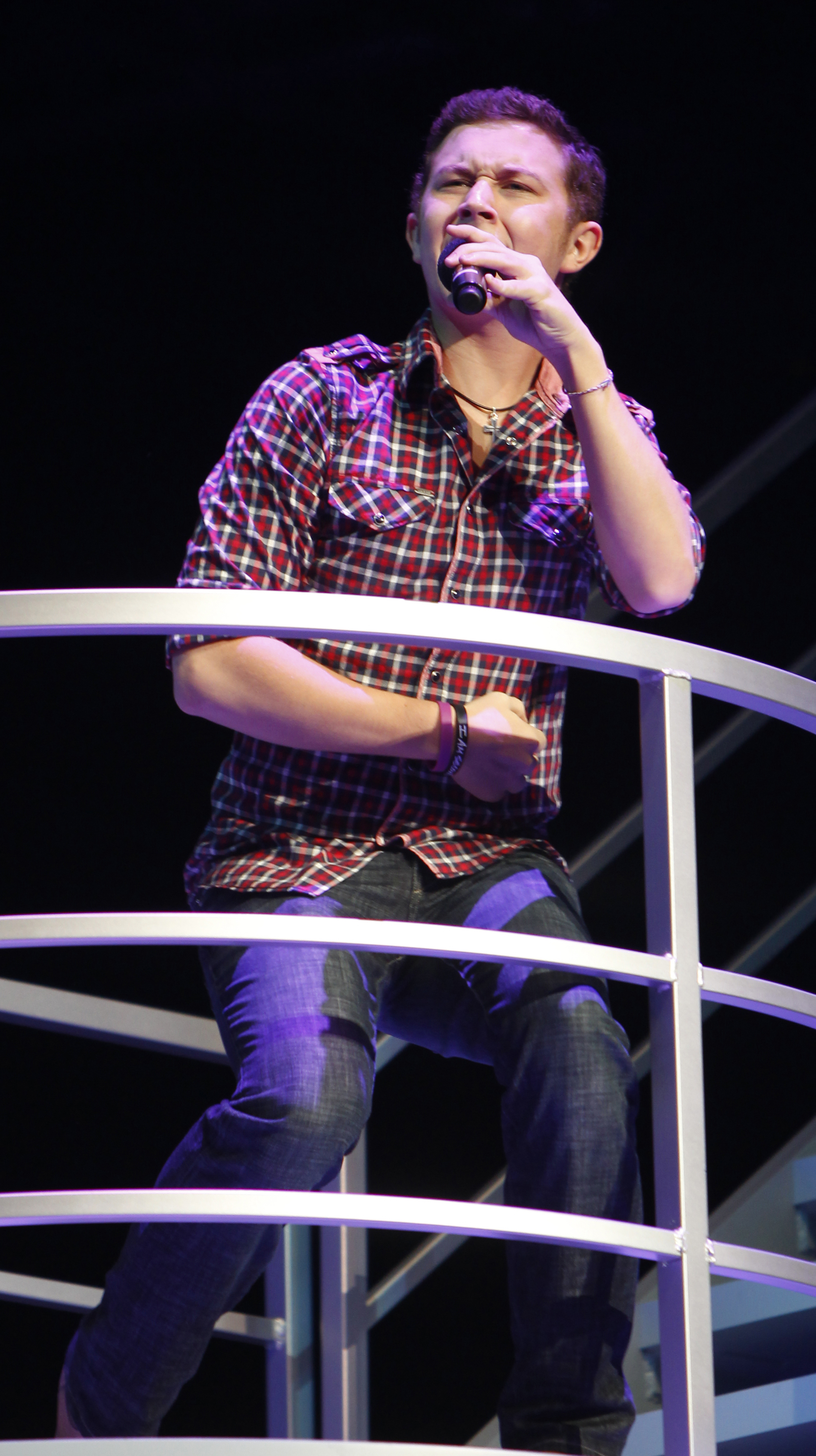
Scotty McCreery, 2011

Scott Cooke „Scotty“ McCreery (* 9. Oktober 1993 in Garner, North Carolina) ist ein US-amerikanischer Country-Sänger. Im Jahr 2011 gewann er die zehnte Staffel von American Idol.

## Leben
Scotty McCreery wurde am 9. Oktober 1993 in Garner (North Carolina) als Sohn von Judy und Michael McCreery geboren. Er ging auf die West Lake Middle School und die Garner Magnet High School. Am 16. Juni 2018 heiratete er Gabi Dugal, die er schon seit seiner Kindheit kennt.

## American Idol
McCreery sang in Milwaukee (Wisconsin) vor und überraschte die Juroren mit seiner tiefen Bass-Stimme. Er war nie unter den letzten zwei bzw. drei (englisch bottom two or three). Am 25. Mai 2011 gewann McCreery im Finale gegen Lauren Alaina und wurde damit zum jüngsten männlichen Gewinner sowie zweitjüngsten Gewinner nach Jordin Sparks.

### Auftritte
| Show            | Lied                                                        | Originalinterpret                               |
| --------------- | ----------------------------------------------------------- | ----------------------------------------------- |
| Audition        | Your Man Country Club                                       | Josh Turner Travis Tritt                        |
| Hollywood (1)   | Your Man                                                    | Josh Turner                                     |
| Hollywood (2)   | Get Ready (Gruppe)                                          | The Temptations                                 |
| Hollywood (3)   | I Hope You Dance                                            | Lee Ann Womack                                  |
| Las Vegas       | Hello, Goodbye (Gruppe)                                     | The Beatles                                     |
| Hollywood (4)   | Long Black Train                                            | Josh Turner                                     |
| Top 24 (12 Men) | Letters from Home                                           | John Michael Montgomery                         |
| Top 13          | The River                                                   | Garth Brooks                                    |
| Top 12          | Can I Trust You with My Heart                               | Travis Tritt                                    |
| Top 11 (1)      | For Once in My Life                                         | Stevie Wonder                                   |
| Top 11 (2)      | Country Comfort                                             | Elton John                                      |
| Top 9           | That’s All Right                                            | Arthur Crudup                                   |
| Top 8           | I Cross My Heart                                            | George Strait                                   |
| Top 7           | Swingin’                                                    | John Anderson                                   |
| Top 6           | You’ve Got a Friend Up on the Roof (mit Lauren Alaina)      | Carole King The Drifters                        |
| Top 5           | Gone Always on My Mind                                      | Montgomery Gentry Brenda Lee                    |
| Top 4           | Where Were You (When the World Stopped Turning) Young Blood | Alan Jackson The Coasters                       |
| Top 3           | Amazed Are You Gonna Kiss Me or Not She Believes in Me      | Lonestar Thompson Square Kenny Rogers           |
| Finale          | Gone Check Yes or No I Love You This Big                    | Montgomery Gentry George Strait Scotty McCreery |

## Diskografie

### Alben
| Jahr | Titel                          | Höchstplatzierung, Gesamtwochen, AuszeichnungChartplatzierungen (Jahr, Titel, Platzierungen, Wochen, Auszeichnungen, Anmerkungen) | Höchstplatzierung, Gesamtwochen, AuszeichnungChartplatzierungen (Jahr, Titel, Platzierungen, Wochen, Auszeichnungen, Anmerkungen) | Anmerkungen                              |
| Jahr | Titel                          | US | Country | Anmerkungen                              |
| ---- | ------------------------------ | --- | --- | ---------------------------------------- |
| 2011 | Clear as Day                   | US1 Platin · (46 Wo.)US | Country1 (78 Wo.)Country | Erstveröffentlichung: 4. Oktober 2011    |
| 2012 | Christmas with Scotty McCreery | US4 Gold · (18 Wo.)US | Country2 (12 Wo.)Country | Erstveröffentlichung: 16. Oktober 2012   |
| 2013 | See You Tonight                | US6 (23 Wo.)US | Country1 (54 Wo.)Country | Erstveröffentlichung: 15. Oktober 2013   |
| 2018 | Seasons Change                 | US7 Gold · (7 Wo.)US | Country1 (39 Wo.)Country | Erstveröffentlichung: 16. März 2018      |
| 2021 | Same Truck                     | US86 (1 Wo.)US | Country10 (10 Wo.)Country | Erstveröffentlichung: 17. September 2021 |
| 2024 | Rise & Fall                    | US128 (1 Wo.)US | Country25 (… Wo.)Country | Erstveröffentlichung: 10. Mai 2024       |

### Kompilationen
| Jahr | Titel                                    | Höchstplatzierung, Gesamtwochen, AuszeichnungChartplatzierungen (Jahr, Titel, Platzierungen, Wochen, Auszeichnungen, Anmerkungen) | Höchstplatzierung, Gesamtwochen, AuszeichnungChartplatzierungen (Jahr, Titel, Platzierungen, Wochen, Auszeichnungen, Anmerkungen) | Anmerkungen |
| Jahr | Titel                                    | US | Country | Anmerkungen |
| ---- | ---------------------------------------- | --- | --- | --- |
| 2011 | American Idol Season 10: Scotty McCreery | US12 (2 Wo.)US | Country3 (7 Wo.)Country | Erstveröffentlichung: 24. Mai 2011                                                                              |
| 2018 | Scotty McCreery QVC Bundle               | US93 (1 Wo.)US | Country20 (1 Wo.)Country | Erstveröffentlichung: 30. Oktober 2012 Bundle aus den Alben "Clear As Day" und "Christmas With Scotty McCreery" |

### EPs
| Jahr | Titel                                               | Höchstplatzierung, Gesamtwochen, AuszeichnungChartplatzierungen (Jahr, Titel, Platzierungen, Wochen, Auszeichnungen, Anmerkungen) | Höchstplatzierung, Gesamtwochen, AuszeichnungChartplatzierungen (Jahr, Titel, Platzierungen, Wochen, Auszeichnungen, Anmerkungen) | Anmerkungen                         |
| Jahr | Titel                                               | US | Country | Anmerkungen                         |
| ---- | --------------------------------------------------- | --- | --- | ----------------------------------- |
| 2011 | American Idol Season 10 Highlights: Scotty McCreery | US10 (13 Wo.)US | Country2 (17 Wo.)Country | Erstveröffentlichung: 28. Juni 2011 |

Weitere EPs
- 2020: The Soundcheck Sessions

### Singles
| Jahr | Titel Album                         | Höchstplatzierung, Gesamtwochen, AuszeichnungChartplatzierungen (Jahr, Titel, Album, Platzierungen, Wochen, Auszeichnungen, Anmerkungen) | Höchstplatzierung, Gesamtwochen, AuszeichnungChartplatzierungen (Jahr, Titel, Album, Platzierungen, Wochen, Auszeichnungen, Anmerkungen) | Anmerkungen                                                      |
| Jahr | Titel Album                         | US | Country | Anmerkungen                                                      |
| ---- | ----------------------------------- | --- | --- | ---------------------------------------------------------------- |
| 2011 | I Love You This Big Clear as Day    | US11 Platin · (16 Wo.)US | Country15 (16 Wo.)Country | Erstveröffentlichung: 25. Mai 2011                               |
| 2011 | The Trouble with Girls Clear as Day | US55 Platin · (18 Wo.)US | Country17 (27 Wo.)Country | Erstveröffentlichung: 30. August 2011                            |
| 2012 | Water Tower Town Clear as Day       | — | Country38 (18 Wo.)Country | Erstveröffentlichung: 9. April 2012                              |
| 2013 | See You Tonight                     | US52 Platin · (18 Wo.)US | Country10 (38 Wo.)Country | Erstveröffentlichung: 9. April 2013                              |
| 2014 | Feelin’ It See You Tonight          | US84 Gold · (11 Wo.)US | Country16 (28 Wo.)Country | Erstveröffentlichung: 14. April 2014                             |
| 2017 | Five More Minutes Seasons Change    | US44 ×3Dreifachplatin · (20 Wo.)US | Country4 (45 Wo.)Country | Erstveröffentlichung: 5. Mai 2017                                |
| 2018 | This Is It Seasons Change           | US42 Platin · (20 Wo.)US | Country3 (35 Wo.)Country | Erstveröffentlichung: 7. Mai 2018                                |
| 2019 | In Between Seasons Change           | US53 Gold · (13 Wo.)US | Country12 (33 Wo.)Country | Erstveröffentlichung: 1. April 2019                              |
| 2020 | You Time Same Truck                 | US50 Gold · (12 Wo.)US | Country7 (26 Wo.)Country | Erstveröffentlichung: 23. September 2020                         |
| 2021 | Damn Strait Same Truck              | US32 Platin · (20 Wo.)US | Country6 (26 Wo.)Country | Erstveröffentlichung: 18. Oktober 2021                           |
| 2022 | It Matters to Her Same Truck        | US49 Gold · (10 Wo.)US | Country13 (26 Wo.)Country | Erstveröffentlichung: 12. September 2022                         |
| 2023 | Cab In a Solo Rise & Fall           | — | Country20 (18 Wo.)Country | Erstveröffentlichung: 18. August 2023                            |
| 2024 | Can’t Pass the Bar Rise & Fall      | — | — | Erstveröffentlichung: 12. Januar 2024                            |
| 2025 | Bottle Rockets –                    | US51 (… Wo.)US | Country14 (… Wo.)Country | Erstveröffentlichung: 15. Mai 2025 feat. Hootie and the Blowfish |